# Zodarion abnorme
Zodarion abnorme là một loài nhện trong họ Zodariidae.
Loài này thuộc chi Zodarion. Zodarion abnorme được J. Denis miêu tả năm 1952.